# ماروراي-جاتاب
بلدية ماروراي-جاتابي (بالإسبانية: Maruri-Jatabe)‏ هي بلدية تقع في مقاطعة بيسكاي, التي تقع في منطقة الباسك شمالي إسبانيا.

## وصلات خارجية
- (بالإسبانية)